# Амбиндер, Лев Сергеевич
Лев Сергеевич Амбиндер (род. 9 августа 1944 года, Казань, Татарская АССР) — советский и российский журналист, с 2009 года член Совета при Президенте Российской Федерации по развитию гражданского общества и правам человека, президент благотворительных фондов «Русфонд», «Помощь». Лауреат премии «Медиаменеджер России» 2014 года в номинации «За социальную ответственность медиабизнеса». Автор нескольких книг публицистики, лауреат ряда журналистских и общественных премий СССР и России.

## Биография
Родился в Казани, в семье металлурга, там же начал свой трудовой путь.
С сентября 1963 года по ноябрь 1966 года служил в Группе советских войск в Германии.
После службы в армии поступил в Казанский государственный университет имени Ульянова-Ленина, который окончил по специальности «Журналистика».
По окончании обучения с 1970 года работал в газетах «Кузбасс», «Строительная газета», «Рабочая трибуна». Стаж работы в медиаиндустрии насчитывает 50 лет.
В 1991 году Лев Сергеевич пришёл в Издательский дом «Коммерсантъ».
А в 1996 году по инициативе главы «Коммерсанта» Владимира Яковлева начался благотворительный проект — Российский фонд помощи. Работа была поручена руководителю отдела писем Льву Амбиндеру. Все начиналось как журналистский прием: редакция получает письма отчаявшихся людей с просьбами о помощи, проверяет их достоверность, собирает необходимые справки и публикует письма, призывая читателей оказать финансовую (или другую) поддержку автору письма. Первые такие обращения были опубликованы в журнале «Домовой» и в газете «Коммерсант».
В 2000 году Российский фонд помощи зарегистрирован в Минюсте РФ в качестве благотворительного фонда «Помощь».
В 2009 году Минюст РФ зарегистрировал Благотворительный фонд помощи тяжелобольным детям, сиротам и инвалидам Русфонд (БФ Русфонд). Лев Амбиндер является соучредителем и президентом обоих фондов. Миссия фонда — помощь в лечении тяжелобольных детей, содействие развитию гражданского общества и внедрению высоких медицинских технологий. Девиз Русфонда — «Помогаем помогать». По замыслу Л. С. Амбиндера фонд является открытой информационной площадкой и инструментом прямого взаимодействия между людьми, нуждающимися в помощи, и людьми, желающими оказать такую помощь.
За время работы создана уникальная модель адресного журналистского фандрайзинга. Фандрайзинговая народная благотворительность как отрасль в России во многом создана Львом Амбиндером, его идеями и энергией. Он автор большинства отраслевых фандрайзинговых технологий, применяемых сегодня благотворительными фондами. Им сформулированы принципы журналистского фандрайзинга и оказания адресной помощи в рамках совместных программ с российскими клиниками-партнёрами; организация эффективной обратной связи с каждым жертвователем, совместное с государственными и частными клиниками развитие целевых программ помощи детям, например, с ДЦП, кардиопатологиями, карциномой, орфанными заболеваниями, пороками позвоночника, косолапостью и т. д.
По инициативе Л. С. Амбиндера в 2013 году стартовала самая масштабная на сегодня программа Русфонда — создание Национального регистра доноров костного мозга имени Васи Перевощикова.
В 2017 году Русфонд вошёл в реестр НКО—исполнителей общественно полезных услуг, получил благодарность Президента РФ за большой вклад в благотворительную деятельность и президентский грант на развитие Национального регистра доноров костного мозга.
15 января 2020 года был включён в рабочую группу по подготовке предложений о внесении поправок в Конституцию России.

## Семья
Жена — Надежда Константиновна Амбиндер (род. 9 декабря 1946)
- Сын — Алексей Львович Амбиндер (род. 22 марта 1970)
- Невестка — Ирина Амбиндер
  - Внук — Максим Алексеевич Амбиндер (род. 11 августа 1997)
  - Внучка — Полина Алексеевна Амбиндер (род. 22 февраля 2005)
- Сын — Сергей Львович Амбиндер (род. 6 апреля 1975) — дизайнер, арт-директор[5] благотворительного фонда «Русфонд».
- Невестка — Наталия Мурашкевич
  - Внучка — София Сергеевна Амбиндер (род. февраль 2013).

## Награды
- Лауреат Государственной премии Российской Федерации за выдающиеся достижения в области благотворительной деятельности (2018)[6]
- Почётная грамота Президента Российской Федерации (12 ноября 2019 года) — за активную благотворительную деятельность[7]
- Благодарственное письмо Президента РФ В. В. Путина Л. С. Амбиндеру за плодотворную деятельность в сфере защиты прав человека и развития гражданского общества (2018)
- Лауреат премии «Медиаменеджер России» 2014 года в номинации «За социальную ответственность медиабизнеса» (2014)[8]
- Почётная грамота Министерства связи и массовых коммуникаций за высокое профессиональное мастерство и многолетний плодотворный труд (2014)
- Лауреат премии «Человек года — 5768/2008» Федерации еврейских общин России (2008)[9]
- Почетный знак «Милосердие» № 1 Министерства труда и социального развития РФ за заслуги в развитии российской благотворительности (2001)
- Лауреат Национальной премии в области развития общественных связей «Серебряный лучник» (2001)[10]
- Лауреат «Премии Кузбасса» (1986)